# 武昌副沙鳅
武昌副沙鳅（学名：Parabotia banarescui）为輻鰭魚綱鯉形目沙鳅科副沙鳅属的鱼类，為溫帶淡水魚，是中国的特有物种。分布于长江中游及其附属水体等，生活習性不明。该物种的模式产地在武昌。

## 扩展阅读
維基物種上的相關：武昌副沙鳅